# Avolta
Avolta, anciennement Dufry, est une entreprise suisse de distribution spécialisée dans les boutiques hors taxes, dont il serait le leader mondial.

## Activité
Exploitation de boutiques de vente au détail hors taxes dans les :
- Aéroports
- Hôtels
- Sites touristiques
- Navires de croisière et ports maritimes

## Histoire
L'entreprise est fondée en 1865.
En 2005, le groupe français Elior prend une participation indirecte dans Dufry lors du rachat d'Areas (es).
En juin 2014, Dufry acquiert l'entreprise suisse The Nuance Group, active dans le même domaine, et ayant 5 400 employés, pour 1,55 milliard de francs suisses.

En mars 2015, Dufry acquiert 50,1 % des parts que détient la famille Benetton dans World Duty Free pour 1,31 milliard de francs suisses, puis va ensuite acquérir le reste des actions de World Duty Free pour 3,6 milliards d'euros.

Logo de Dufry de 2015 à 2023.

En octobre 2023, Dufry fusionne avec Autogrill et se renomme Avolta.

## Actionnaires
Liste des principaux actionnaires au 7 novembre 2019,
| Luis Andrés Holzer Neumann            | 15,5% |
| Dufry (autocontrôle)                  | 8,24% |
| Qatar Holding                         | 7,37% |
| GIC Pte Ltd. (Investment Management)  | 5,38% |
| Rupert (famille)                      | 5,33% |
| Franklin Mutual Advisers              | 4,94% |
| Hainan Traffic Administration Holding | 3,19% |
| Norges Bank Investment Management     | 3,11% |
| T. Rowe Price International           | 2,02% |
| Fiduciary Management                  | 1,79% |
| Alibaba Group                         | 51%   |